# Tiago Apolónia
Tiago Apolónia (Lissabon, 28 juli 1986) is een Portugese professioneel tafeltennisser. Hij speelt rechtshandig met de shakehandgreep.
In 2008 (Peking), 2012 (Londen), 2016 (Rio de Janeiro) en 2020 (Tokio) nam hij deel aan de Olympische spelen.

## Belangrijkste resultaten
- WK
  -  Brons in het dubbelspel in 2019 met João Monteiro.
- EK
  -  Goud met het team in 2014.
  -  Zilver met het team in 2017.
  -  Zilver met het team in 2019.
  -  Brons in het dubbelspel in 2008 met Marcos Freitas.
  -  Brons met het team in 2011.
  -  Brons in het dubbelspel in 2013 met João Monteiro.
  -  Brons in het enkelspel in 2015.
  -  Brons in het dubbelspel in 2016 met João Geraldo.
  -  Brons in het dubbelspel in 2020 met João Monteiro.
  -  Brons met het team in 2023.